# Șpagat

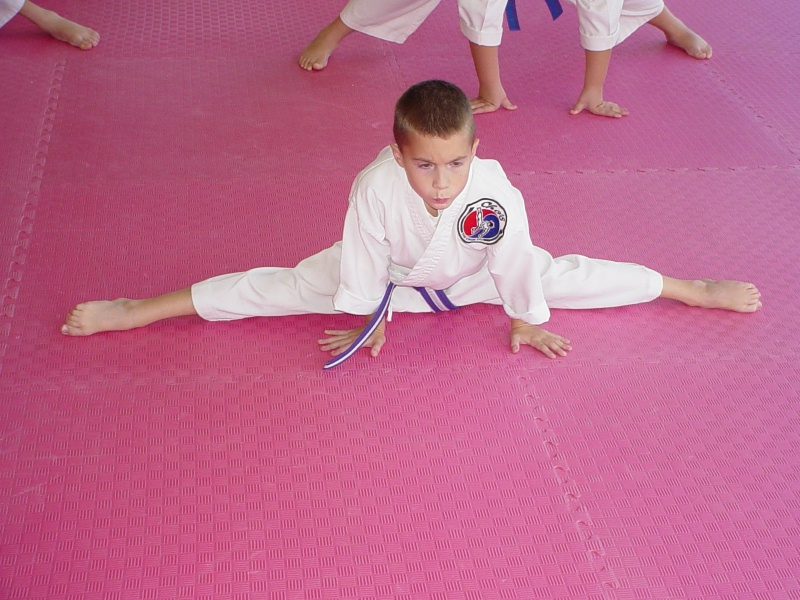
Un practicant de taekwondo efectuează un șpagat lateral

Șpagatul (sau spagatul) este o poziție fizică în care picioarele sunt aliniate și întinse în direcții opuse. Șpagatul este efectuat de obicei în diverse activități sportive, inclusiv dans, patinaj artistic, gimnastică, arte marțiale, contorsionism, înot sincron, majorete și yoga. La executarea șpagatului, liniile definite de coapsele interioare ale picioarelor formează un unghi de aproximativ 180 de grade. Acest unghi mare se întinde în mod semnificativ, și, astfel, demonstrează flexibilitatea excelentă a tendoanelor de la genunchi și a mușchilor iliopsoas. În consecință, șpagatul este adesea folosit ca un exercițiu care să întindă și să  încălzească mușchii picioarelor pentru a le spori flexibilitatea.